# Rogslösa socken
Rogslösa socken i Östergötland ingick i Dals härad och området ingår sedan 1980 i Vadstena kommun och motsvarar från 2016 Rogslösa distrikt.
Socknens areal är 25,36 kvadratkilometer, varav 22,33 land. År 2000 fanns här 573 invånare. Småorten Borghamn samt kyrkbyn Rogslösa med sockenkyrkan Rogslösa kyrka ligger i denna socken. 

## Administrativ historik
Rogslösa socken har medeltida ursprung. 
Vid kommunreformen 1862 övergick socknens ansvar för de kyrkliga frågorna till Rogslösa församling och för de borgerliga frågorna till Rogslösa landskommun. Landskommunen inkorporerades 1952 i Östgöta-Dals landskommun, ingick från 1967 i Vadstena stad som 1971 ombildades till Vadstena kommun, ingick 1974-1979 i Motala kommun och från 1980 i Vadstena kommun. Församlingen uppgick 2006 i Dals församling.
1 januari 2016 inrättades distriktet Rogslösa, med samma omfattning som församlingen hade 1999/2000. 
Socknen har tillhört samma fögderier och domsagor som socknens härader.  De indelta soldaterna tillhörde  Första livgrenadjärregementet, Motala kompani och Andra livgrenadjärregementet, Vadstena kompani.

## Geografi
Rogslösa socken ligger mellan Vättern och Tåkern som i sydväst når fram till Omberg. Socknen är en uppodlad slättbygd.

## Fornlämningar
Kända från socknen är två hällkistor från stenåldern, spridda gravrösen från bronsåldern samt fyra gravfält och en fornborg från järnåldern. Två runristningar är kända, båda nu borta.

## Namnet
Namnet (1286 Roslösum) kommer från kyrkbyn. Förleden är oviss. Efterleden är lösa, 'glänta; äng'.

### Fotnoter
1. 1 2  Svensk Uppslagsbok andra upplagan 1947–1955: Rogslösa socken
2. 1 2  Harlén, Hans; Harlén Eivy (2003). Sverige från A till Ö: geografisk-historisk uppslagsbok. Stockholm: Kommentus. Libris 9337075. ISBN 91-7345-139-8
3. ↑  ”Församlingar”. Statistiska centralbyrån. https://www.scb.se/hitta-statistik/regional-statistik-och-kartor/regionala-indelningar/forsamlingar/. Läst 30 december 2022.
4. ↑  Administrativ historik för Rogslösa socken (Klicka på församlingsposten). Källa: Nationella arkivdatabasen, Riksarkivet.
5. 1 2  Sjögren, Otto (1931). Sverige geografisk beskrivning del 2 Östergötlands, Jönköpings, Kronobergs, Kalmar och Gotlands län. Stockholm: Wahlström & Widstrand. Libris 9939
6. 1 2  Nationalencyklopedin
7. ↑  Fornlämningar, Statens historiska museum: Rogslösa socken
8. ↑  Fornminnesregistret, Riksantikvarieämbetet: Rogslösa socken Fornminnen i socknen erhålls på kartan genom att skriva in sockennamn (utan "socken") i "Ange geografiskt område"
9. ↑  Mats Wahlberg, red (2003). Svenskt ortnamnslexikon. Uppsala: Institutet för språk och folkminnen. Libris 8998039. ISBN 91-7229-020-X. https://isof.diva-portal.org/smash/get/diva2:1175717/FULLTEXT02.pdf